# Wokiele
Wokiele (deutsch Wokellen) ist ein Ort in der polnischen Woiwodschaft Ermland-Masuren. Er gehört zur Landgemeinde Górowo Iławeckie (Landsberg) im Powiat Bartoszycki (Kreis Bartenstein) – bis 1945 zum Kreis Preußisch Eylau in Ostpreußen.

## Geographische Lage
Wokiele liegt im Nordwesten der Woiwodschaft Ermland-Masuren, neun Kilometer südwestlich der heute auf russischem Staatsgebiet gelegenen früheren Kreisstadt Preußisch Eylau (russisch Bagrationowsk) bzw. 19 Kilometer nordwestlich der jetzigen Kreismetropole Bartoszyce (deutsch Bartenstein).

## Geschichte
Im Jahre 1570 wurde das seinerzeitige Wokellenn erstmals urkundlich erwähnt und bis in die 1780er Jahre Wockellen, danach Wokellen genannt. Der Ort bestand aus verstreut liegenden kleinen und großen Höfen.
Im Jahre 1874 kam der Gutsbezirk Wokellen zum neu gebildeten Amtsbezirk Gallehnen (polnisch Gałajny) im ostpreußischen Kreis Preußisch Eylau, Regierungsbezirk Königsberg. Am 3. Mai 1906 wurde Wokellen vom Amtsbezirk Gallehnen in den Amtsbezirk Eichen (polnisch Dęby) umgegliedert. Im Jahre 1910 zählte das Dorf 75 Einwohner.
Am 30. September 1928 kam Wokellen wieder zum Amtsbezirk Gallehnen, um dann mit dem Gutsbezirk Saagen (polnisch Sigajny) in die Landgemeinde Kumkeim (Kumkiejmy) integriert zu werden.
Als 1945 in Kriegsfolge Wokellen mit dem gesamten südlichen Ostpreußen an Polen fiel, erhielt das Dorf die polnische Namensform „Wokiele“. Es ist heute eine Ortschaft der Gmina Górowo Iławeckie (Landgemeinde Landsberg) im Powiat Bartoszycki (Kreis Bartenstein), von 1975 bis 1998 der Woiwodschaft Allenstein, seither der Woiwodschaft Ermland-Masuren zugehörig. Im Jahre 2021 zählte Wokiele 56 Einwohner.

## Religion
Bis 1945 war Wokellen mit seiner fast ausnahmslos evangelischen Bevölkerung in das Kirchspiel der Kirche Eichhorn (polnisch Wiewiórky) in der Kirchenprovinz Ostpreußen der Kirche der Altpreußischen Union eingegliedert.
Die überwiegend römisch-katholische Einwohnerschaft von Wokiele gehört jetzt zur Kirche Gałajny (Gallehnen), die zum Erzbistum Ermland gehört.

## Verkehr
Wokiele liegt an einer Nebenstraße, die bei Wojmiany (Woymanns) von der Woiwodschaftsstraße 511 (frühere deutsche Reichsstraße 134) abzweigt und über Dulsin (Dulzen) bis an die polnisch-russische Grenze verläuft und bis 1945 weiter bis nach Pilzen (russisch Dubrowka) führte. Eine Bahnanbindung besteht nicht.